# Baiba Braže

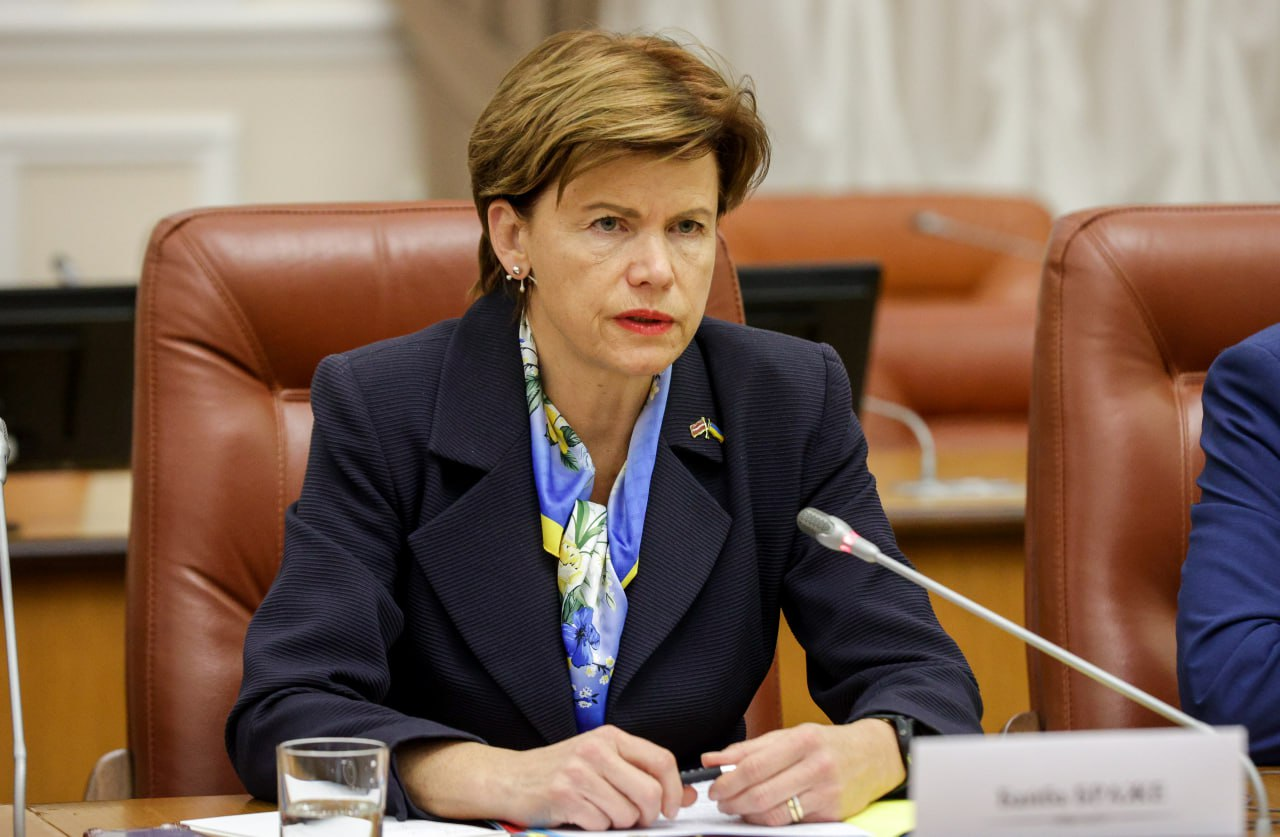
Baiba Braže (2024)

Baiba Braže (* 1966 in Riga) ist eine lettische Politikerin und Diplomatin. Seit April 2024 ist sie lettische Außenministerin und trat in der Folge der Vienotība bei.

## Leben
Nach einem Studium der Rechtswissenschaften entschied sich Braže 1993 für eine Laufbahn im diplomatischen Dienst ihres Heimatlandes. Nach dem Rücktritt von Krišjānis Kariņš wurde sie am 19. April 2024 zur neuen Außenministerin im Kabinett Siliņa berufen.